# Trofeo Laigueglia 1990
Il Trofeo Laigueglia 1990, ventisettesima edizione della corsa, si svolse il 3 marzo 1990, su un percorso di 155 km. La vittoria fu appannaggio del danese Rolf Sørensen, che completò il percorso in 4h09'32", precedendo gli italiani Giovanni Fidanza e Bruno Leali.

## Ordine d'arrivo (Top 10)
| Pos. | Corridore         | Squadra                   | Tempo    |
| ---- | ----------------- | ------------------------- | -------- |
| 1    | Rolf Sørensen     | Ariostea                  | 4h09'32" |
| 2    | Giovanni Fidanza  | Château d'Ax              | s.t.     |
| 3    | Bruno Leali       | Jolly Componibili-Club 88 | s.t.     |
| 4    | Enrico Galleschi  | Jolly Componibili-Club 88 | s.t.     |
| 5    | Daniel Wyder      | Selle Italia-Eurocar      | s.t.     |
| 6    | Claudio Brandini  | Jolly Componibili-Club 88 | s.t.     |
| 7    | Davide Cassani    | Ariostea                  | s.t.     |
| 8    | Rodolfo Massi     | Ariostea                  | s.t.     |
| 9    | Pëtr Ugrjumov     | Alfa Lum                  | s.t.     |
| 10   | Luciano Rabottini | GIS Benotto               | s.t.     |